# (34919) Imelda
(34919) Imelda (4710 P-L) – planetoida z pasa głównego asteroid okrążająca Słońce w ciągu 7,9 lat w średniej odległości 3,96 j.a. Odkryta 24 września 1960 roku.